# Johann Schön (Mathematiker)
Johann Schön (* 22. Juni 1771 in der Burg Salzburg bei Neustadt an der Saale; † 18. April 1839 in Würzburg) war ein deutscher katholischer Geistlicher, unter anderem Mathematiker und Meteorologe sowie Professor der Mathematik und Astronomie in Würzburg.

## Leben
Johann Schön wurde als viertes Kind des selbständigen Bauern Johann Schön und seiner Ehefrau Elisabeth geboren.
Er besuchte im nahen Dorf Salz die Lateinschule und anschließend von 1784 bis 1789 das vom Augustinerorden geleitete Gymnasium in Münnerstadt bei Professor Eusebius Stapf (1751–unbekannt). 1789 begann Johann Schön ein zweijähriges Philosophie-Studium an der Universität Würzburg und erhielt nach öffentlicher Disputation den Dr. phil. Im Anschluss studierte er Theologie und trat 1792 als Alumnus in das geistliche Seminar in Würzburg ein, dort übte er ein Jahr lang die Stelle eines öffentlichen Repetitors der Philosophie aus.
Am 19. September 1795 erhielt er die Priesterwürde durch Fürstbischof Georg Karl von Ferchenbach, dieser übertrug ihm auch den Posten des Hausgeistlichen des Klerikalseminars. Er wurde 1796 Kaplan in Arnstein und 1797 öffentlicher Professor der Philosophie am Gymnasium in Würzburg. Nachdem sein ehemaliger Lehrer Franz Trentel in den Ruhestand gegangen war, ernannte ihn Fürstbischof Ferchenbach zum außerordentlichen Professor der Mathematik an der Universität und Johann Schön wurde Mitglied der philosophischen Fakultät.
Nachdem 1803 das Hochstift Würzburg an das Kurfürstentum Bayern gefallen war, wurde das Gymnasium neu organisiert und der Philosophiekurs wieder der Universität zugewiesen; die Stelle an der mathematischen Sektion der Universität wurde mit Johann Nepomuk Fischer und Konrad Stahl besetzt, so dass Johann Schön ohne Anstellung war.
1804 erhielt er dann eine Anstellung als Mathematik- und Physiklehrer am Gymnasium, nutzte jedoch auch die neue Einrichtung des Privatdozentums, um als Privatlehrer für Mathematik tätig zu sein.
Der erneute Regierungswechsel 1806 führte dazu, dass das Fürstentum Würzburg unter die Herrschaft des Habsburgers Ferdinand III. von Toskana kam und als Großherzogtum Würzburg eigenständig wurde. Der zweijährige Philosophiekurs wurde wieder am Gymnasium eingeführt und Johann Schön zum Lehrer der Oberklasse ernannt, dazu verblieb er als Mathematiklehrer am Gymnasium. Aus finanziellen Gründen wurde jedoch seine Bewerbung um den freigewordenen Lehrstuhl für Mathematik (Johann Nepomuk Fischer war verstorben und Konrad Stahl an die Universität Landshut berufen worden) abgelehnt, die Lehrstühle blieben bis 1809 unbesetzt.
Am 7. September 1809 erfolgte seine Ernennung zum öffentlichen und ordentlichen Professor der Mathematik, nachdem die neue Organisation des Großherzog für eine Rekatholisierung der Universität zu Zwangspensionierungen für protestantische Professoren führte. Diese Professur übte er bis zu seinem Tod aus.
Zwischen 1808 und 1816 unterrichtete er zusätzlich Fortbildungsschüler und junge Handwerker in den vier mathematischen Schulen der 1806 gegründeten Gesellschaft zur Förderung und Vervollkommnung der mechanischen Künste und Gewerbe (ab 1851 Polytechnischer Zentralverein) in Mathematik, Geometrie, Mechanik, Statik und Baukunst.
1816 beschäftigte er sich vermehrt mit Himmels- und Witterungskunde, außerdem hielt er Astronomievorlesungen und setzte sich für die Wiederherstellung der Sternwarte auf dem Turm der Neubaukirche ein; durch den Tod seines Erbauers Franz Huberti und die ständigen Regierungswechsel war dieses vernachlässigt worden, so dass die Einrichtung verfallen war. Ihm wurde ab Mai 1819 ehrenamtlich die Leitung der Sternwarte übertragen.
Bereits 1811 beschäftigte sich Johann Schön zunehmend mit der Witterungskunde und von 1818 bis zu seinem Tod 1839 zeichnete er lückenlos im königlichen Hofgarten seine Beobachtungen auf. Diese bilden heute eine wichtige Informationsquelle für das Klima von Würzburg zu Beginn des 19. Jahrhunderts, da eine staatliche Wetterwarte erst 1880 eröffnet wurde.
Als Johann Schön starb, wurde Andreas Metz sein Nachfolger.

## Mitgliedschaften
Er übte einige Jahre das Amt des Präses der Würzburger Marianischen Sodalität aus.
Er war Mitglied des akademischen Senats der Universität Würzburg.

## Ehrungen
Nach ihm wurde die Schönstraße in Veitshöchheim benannt.

## Schriften (Auswahl)
Johann Schön war der Verfasser von weitverbreiteten Lehrbüchern zur Mathematik sowie diverser schulpädagogischer Schriften. Er veröffentlichte 32 Schriften in Buchform sowie 95 Veröffentlichungen in Zeitschriften.
- Prüfung der von Herrn Professor Wagner vorgeschlagenen Reform der Mathematik. Langbein und Klüger, Arnstadt/Rudolstadt 1804. books.google.de
- Lehrbuch der ebenen und sphärischen Trigonometrie. Bamberg 1805. books.google.de
- Die Ziffernrechnung oder Rechenkunst: zum Gebrauche für Schulen u. im bürgerl. Leben. Göbhardt, Bamberg / Würzburg 1805.books.google.de
- Die Buchstabenrechnung und niedere Algebra: zum Gebrauch der Vorlesungen. Jos. Stahel, Würzburg 1806.
- Grundriss der gesammten theoretischen Astronomie, mit einem Anhange über den Kalender. C. Felssecker, Nürnberg 1811. books.google.de
- Kurzer und faßlicher Unterricht in der Rechenkunst, Geometrie, praktischen Mechanik und Statik, und bürgerlichen Baukunst: für Buerger- und Sonntags-Schulen, u. zunächst für d. großherzogl. Geometrie- u. Zeichenschule. 1. Die gemeine Rechenkunst - 1812. - 88 S. Stahel, Würzburg 1812. books.google.de
- Kurzer und faßlicher Unterricht in der Rechenkunst, Geometrie, praktischen Mechanik und Statik, und bürgerlichen Baukunst: für Buerger- und Sonntags-Schulen, u. zunächst für d. großherzogl. Geometrie- u. Zeichenschule. 2. Die Geometrie - 1812. - 91 S.: Ill. Stahel, Würzburg 1812. books.google.de
- Kurzer und faßlicher Unterricht in der Rechenkunst, Geometrie, praktischen Mechanik und Statik, und bürgerlichen Baukunst: für Buerger- und Sonntags-Schulen, u. zunächst für d. großherzogl. Geometrie- u. Zeichenschule. 3. Die praktische Mechanik und Statik - 1812. - 86 S.: Ill.Stahel, Würzburg 1812.reader.digitale-sammlungen.de
- Kurzer und faßlicher Unterricht in der Rechenkunst, Geometrie, praktischen Mechanik und Statik, und bürgerlichen Baukunst: für Buerger- und Sonntags-Schulen, u. zunächst für d. großherzogl. Geometrie- u. Zeichenschule. 4. Die bürgerliche Baukunst - 1812. - 63 S. Stahel, Würzburg 1812. books.google.de
- Die bürgerliche Baukunst für Bürger- und Sonntags-Schulen. Reutlingen 1813. books.google.de
- Die Ziffernrechnung, oder vollständiges Lehrbuch der Rechenkunst: Zum Gebrauche für Schulen und im bürgerlichen Leben. Goebhardt, Bamberg 1815.
- Über den Nutzen des mathematischen Studiums. Dorbath, Würzburg 1817.
- Die Witterungskunde in ihrer Grundlage. Dümmler, Berlin 1818. books.google.de
- Einige Aufgaben über Schuldentilgung mit ihren Auflösungen: als Zusatz zu seinem Lehrbuche der Buchstabenrechnung und Algebra. Bonitas, Würzburg 1818
- Darstellung der Umstände der großen Sonnenfinsterniß am 7. September 1820 durch eine große, für die Erde überhaupt und besonders für Würzburg entworfene, lythographirte Zeichnung: mit einer kurzen Anleitung, dergleichen Zeichnungen zu fertigen. Würzburg 1820, doi:10.3931/e-rara-2935
- Erörterung einiger Hauptmomente in der Lehre von dem geometrischen Verhältnisse im Sinne Euclid’s und anderer Mathematiker. C.W. Becker, Würzburg 1821.
- Ueber die Witterung und Fruchtbarkeit des Jahres 1818 aus Beobachtungen: zur nützlichen Vergleichung der Witterung im laufenden Jahre 1819 und in den folgenden Jahren. Bonitas, Würzburg 1819.
- Ueber die Witterung und Fruchtbarkeit des Jahres 1819, aus Beobachtungen: als Fortsetzung seiner über denselben Gegenstand für das Jahr 1818 herausgegebenen Schrift. Bonitas, Würzburg 1820.books.google.de
- Ueber die Witterung und Fruchtbarkeit des Jahres 1820: aus Beobachtungen: als Fortsetzung seiner denselben Gegenstand für die Jahre 1819 herausgegebenen Schriften. Bonitas, Würzburg 1821
- Erörterung einiger Hauptmomente in der Lehre von dem geometrischen Verhältnisse im Sinne Euklid’s und anderer Mathematiker: ein Programm zu den Vorlesungen über die reine allgemeine Größenlehre. Niedersächsische Staats- und Universitätsbibliothek, Göttingen; Becker, Würzburg 1821, books.google.de
- Ueber die Witterung und Fruchtbarkeit des Jahres 1821 aus Beobachtungen: als Fortsetzung seiner über denselben Gegenstand für die Jahre 1818, 1819 und 1820 herausgegebenen Schriften. Bonitas, Würzburg 1822. books.google.de
- Über die Witterung und Fruchtbarkeit des Jahres 1822 aus Beobachtungen: als Fortsetzung seiner über denselben Gegenstand für die Jahre 1818, 19, 20, 21 herausgegebenen Schriften: (Mit 1 Steintaf.). Würzburg 1823.
- Darstellung der Umstände der großen Mondsfinsterniß am 26. Jan. 1823 durch eine große, zunächst für Würzburg entworfene, lithographirte Zeichnung: mit einer faßlichen Erklärung dieser Erscheinungen am Himmel und einer kurzen Anleitung ihrer Umstände durch Rechnung oder Zeichnung vorher zu bestimmen. Würzburg 1823. books.google.de
- Über die Witterung und Fruchtbarkeit des Jahres 1823 aus Beobachtungen: als Fortsetzung seiner über denselben Gegenstand für die Jahre 1818, 19, 20, 21 und 22 herausgegebenen Schriften. Etlinger, Würzburg 1824.
- Lehrbuch der reinen niedern Geometrie in Verbindung mit der Anleitung zur Feldmeßkunst: Mit 20 Kupfertafeln. Felsecker, Nürnberg 1824. books.google.de
- Lehrbuch der niedern, reinen, allgemeinen Größenlehre, oder der Buchstabenrechnung und Algebra: zum Besuche öffentlicher Vorlesungen u. des Selbstunterrichtes. Würzburg 1825. books.google.de
- Kurzer Lehrbegriff der höhern Mathematik, oder Lehrbuch der höhern Analysis und höhern Geometrie, auf dem Grunde der niedern Mathematik und zum Behufe öffentlicher Vorlesungen und des Selbstunterrichtes. In der J.E. v. Seidel’schen buchhandlung, Sulzbach 1833. books.google.de
- Astronomisches Taschenbüchlein für 1838/39. Stahel, Würzburg 1838.